# 仙美里站

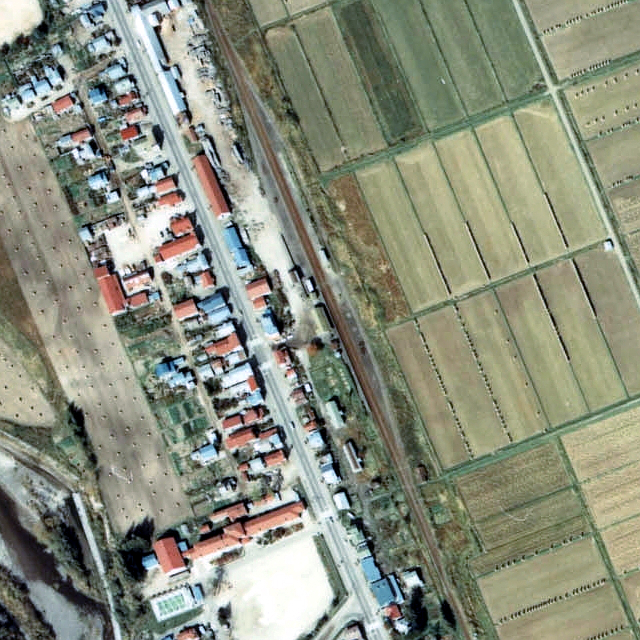
1977年國鐵池北線時代的仙美里站與方圓500米範圍。上方為北見方向。

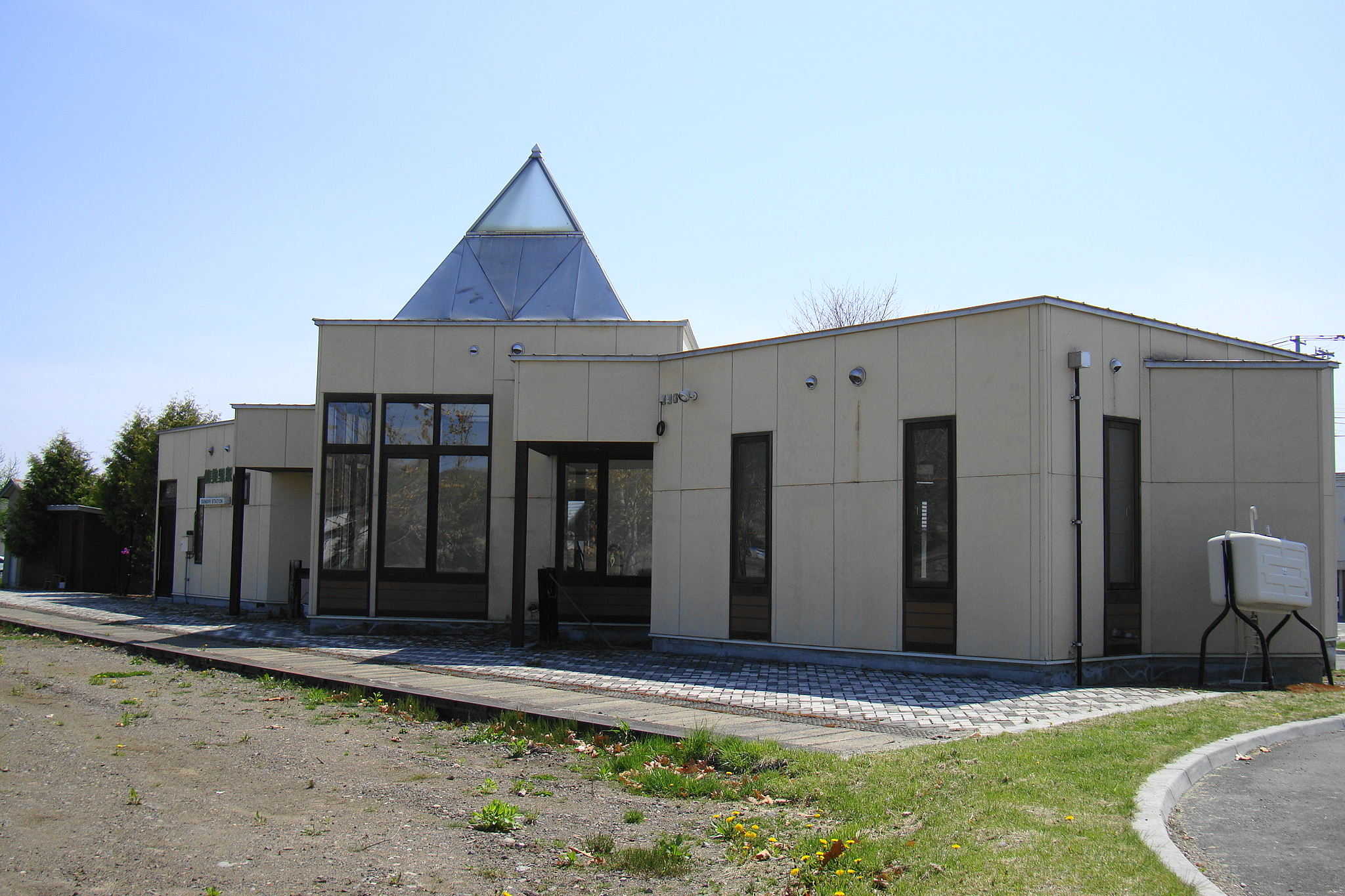
從月台望向車站大樓

仙美里站（日语：／ Sembiri eki */?）是位於北海道中川郡本別町仙美里元町166番1號，北海道池北高原鐵道的故鄉銀河線車站（廢站）。隨著故鄉銀河線廢線，車站在2006年（平成18年）4月21日廢除。

## 歷史
- 1910年（明治43年）9月22日 - 鐵道院網走線池田站至淕別站之間開通，此站啟用[4]。當時為一般車站[5]。
- 1912年（大正元年）11月18日 - 池田至網走路線改名為網走本線[1]。
- 大正時代 - 主要為王子製紙每年運出3萬公噸木材[6]。
- 1949年（昭和24年）6月1日 - 日本國有鐵道成立，成為日本國有鐵道車站。
- 1961年（昭和36年）4月1日 - 池田至北見之間改名為池北線，成為池北線車站[1][7]。
- 1977年（昭和52年）4月28日 - 成為業務委託車站[8]。結束處理貨物。
- 1984年（昭和59年）2月1日 - 結束處理行李[9]。
- 1986年（昭和61年）11月1日 - 成為無人車站。
- 1987年（昭和62年）4月1日 - 伴隨國鐵分割民營化，車站由北海道旅客鐵道（JR北海道）營運[10]。
- 1989年（平成元年）6月4日 - 北海道池北高原鐵道繼承池北線[1][11][12][13][14][15][16]。
- 1992年（平成4年）12月24日 - 車站大樓翻新[17][18]。
- 2006年（平成18年）4月21日 - 故鄉銀河線全線廢除[2][19]，此站也廢除。

### 站名的由來
車站名稱取自所在地名。地名取自阿伊努語的「センピリ（senpir）」，其意思是「陰影」。
陰影的由來有一些說法。第一：當時的阿伊努人為了避開熊，而躲在樹或石頭的陰影中。第二：有傳說是十勝阿伊努人躲避釧路阿伊努人。第三：現在川下仙美里川、川上仙美里川於利別川合流處的河口有許多樹木，造成陰影。

## 車站構造
截至車站廢除前，此站是地面車站，設有1面1線的單式月台。此站是無人車站。曾經此站設有2面2線的相對式月台。
故鄉銀河線沿線自治體進行故鄉創生事業的一環，車站大樓進行翻新，車站周邊進行工程。車站大樓翻新後的建築物與本別站相近，建築物內設有暖氣和斜道。並於1992年（平成4年）12月24日開始使用。新大樓同時是一座社區設施。

## 車站大樓與現況
車站位於仙美里地區的村落內。車站候車室部分變為巴士候車室。在路軌撤走後，車站大樓北邊建設了巴士回轉場，巴士駛至候車室前。
- 仙美里郵局
- 北海道立農業大學（日语：北海道立農業大学校） - 在本校建成前曾經為陸軍省軍馬補充部（日语：軍馬補充部）十勝分部，西竹一在1939年3月起該處駐守1年半，當時的名銜是騎兵少佐。相關資料於「仙美里鐵道資料室　仙美里鐵道物語」內展示。
- 國道242號（日语：国道242号）
- 十勝巴士（日语：十勝バス）「仙美里」巴士站

## 相鄰車站
北海道池北高原鐵道
故鄉銀河線
本別－仙美里－足寄

## 注腳
1. 1 2 3 4   田中和夫（監修）. . 上巻 国鉄・JR線. 北海道新聞社（編集）. 2002-07-15: 236–237頁. ISBN 978-4-89453-220-5. ISBN 4-89453-220-4 （日语）.
2. 1 2 3  北見現代史編集委員会（編集）. . 北見市: 981頁. 2007-01 （日语）.
3. ↑  《10年》 p. 104
4. ↑  《官報》1910年09月17日 鉄道院告示第81号 （页面存档备份，存于）（國會圖書館）
5. ↑  《JR釧路支社》 p. 79。
6. ↑  北海道案内　高橋理一郎編　地方振興事績調査会出版　1924年（大正13年）発行 （页面存档备份，存于）（日語）（國立國會圖書館數碼化收藏）
7. ↑  《JR釧路支社》 p. 96
8. ↑  《JR釧路支社》 p. 108
9. ↑  《JR釧路支社》 p. 113
10. ↑  太田幸夫.  1. 札幌市: 富士コンテム. 2004-02-29: 139. ISBN 4-89391-549-5 （日语）.
11. ↑  田中和夫（監修）. . 下巻 SL・青函連絡船他. 北海道新聞社（編集）. 2002-12-05: 222頁–223頁. ISBN 978-4-89453-237-3. ISBN 4-89453-237-9.
12. ↑  北見現代史編集委員会（編集）. . 北見市: 952頁,954頁. 2007-01 （日语）.
13. ↑  ふるさと銀河線10周年記念事業実行委員会（編集）. : 21–24頁、95頁. 1999-06-04 （日语）.
14. ↑  . 北海道新聞 (北海道新聞社). フォト北海道（道新写真データベース）. 1989-06-03  [2016-11-25]. （原始内容存档于2016年11月25日） （日语）.
15. ↑  《JR釧路支社》 p. 122
16. ↑  《10年》 p. 105
17. 1 2  《10年》 p. 37
18. 1 2  《10年》 p. 107
19. ↑  . 北海道新聞 (北海道新聞社). フォト北海道（道新写真データベース）. 2006-04-21  [2016-11-25]. （原始内容存档于2016年11月25日） （日语）.
20. 1 2   (PDF). アイヌ語地名リスト. 北海道 環境生活部 アイヌ政策推進室. 2007  [2017-11-03]. （原始内容 (PDF)存档于2018-04-17） （日语）.
21. ↑  《10年》 p. 28